# معيار مزدوج للأعمار
يمكن تطبيق مبدأ المعيار المزدوج على عمر الشخص بالإضافة إلى العديد من العوامل الفارقة الأخرى. ويُطلق على هذه الظاهرة اسم المعيار المزدوج للأعمار، وهي تسود بين الإناث في المرحلة العمرية بين 35 و55 عامًا. وهذه العملية معقدة فتأخذ في اعتبارها نوع المُلاحِظ والمُلاحَظ بالإضافة إلى السياق الاجتماعي للموقف. عند الحكم على الشخص في حالة عدم وجود أي شخص في الجوار، يحكم الرجل والمرأة بشكل مختلف عن الحكم عندما يتواجد الشخص في إطار مجموعة. تؤثر التغييرات البدنية التي تتعرض لها المرأة أثناء التقدم في العمر على الكيفية التي يتم النظر إليها بها بشكل أكبر مما يتعرض له الرجل.

## الدعم التجريبي
كما هو موضح في دراسة بيرمان وأونان وفلويد، يحتمل أن يتم الحكم على المرأة بشكل أفضل في الأوضاع الاجتماعية الخاصة من قبل الرجال والنساء مما يكون عليه الحال في أوضاع المجموعات الاجتماعية. وبمجرد أن يتحول الوضع الاجتماعي إلى مجموعة، كانت النساء تحصلن على تقييم أقل بصفة دائمة، فيما يتعلق بالجاذبية، من الرجال من ذوي العمر المتوسط وأقل مما حصلن عليه في الوضع الخاص. وفي دراسة منفصلة أجراها دويش وزالنسكي وكلارك،  ظهر المعيار المزدوج للأعمال في كل المجموعات العمرية التي تم التعامل معها. وقد تم التوصل إلى أن النساء والرجال تم الحكم عليهم بشكل أقل فيما يتعلق بالجاذبية مع التقدم في العمر، ومع ذلك، فإن الفارق في معدلات الجاذبية بسبب العمر كانت أكبر للنساء منها للرجال. وقد اكتشفت هذه الدراسة كذلك وجود فارق في الحكم فيما يتعلق بالذكورة والأنوثة. بالنسبة للرجال، مع تقدمهم في العمر، كان يتم الحكم على جاذبيتهم على أنها تقل بشكل قليل، ولكن عندما كان يتم الحكم بناءً على الذكورة، لم يتغير أي شيء. وفي المقابل، كان يتم الحكم على النساء على أنها تكون أقل جاذبية بكثير مع تقدم العمر، بالإضافة إلى أنها تكون أقل أنوثة.